# Lepthyphantes huberti
Lepthyphantes huberti là một loài nhện trong họ Linyphiidae.
Loài này thuộc chi Lepthyphantes. Lepthyphantes huberti được Jörg Wunderlich miêu tả năm 1980.